# Николаев, Ростислав Васильевич
Ростислав Васильевич Николаев — советский хозяйственный, государственный и политический деятель.

## Биография
Родился 3 августа 1937 года на Дальнем Востоке в семье военнослужащего. Член КПСС.
С 1959 года — на хозяйственной, общественной и политической работе. В 1959—1990 гг. — секретарь комитета комсомола Военно-механического института, первый секретарь Ленинского райкома комсомола, заведующий студенческим отделом горкома комсомола, секретарь, первый секретарь Ленинградского обкома и горкома комсомола, первый секретарь Смольнинского райкома КПСС города Ленинграда, заведующий отделом культуры Ленинградского обкома КПСС, председатель комитета по телевидению и радиовещанию Ленинграда и Ленобласти.
Делегат XXIII, XXIV, XXVI съездов КПСС и XIX партконференции.
Умер в Ленинграде 15 июня 1991 года.